# ایمی (فیلم ۱۹۹۷)
ایمی (به انگلیسی: Amy) فیلمی محصول سال ۱۹۹۷ و به کارگردانی نادیا تاس است. در این فیلم بازیگرانی همچون آلانا دی روما، ریچل گریفیتس، بن مندلسون، نیک بارکر، سوزی پورتر، کری آرمسترانگ، سالیوان استیپلتون و سارا کارتر ایفای نقش کرده‌اند.